# Глазовка (Тамбовская область)
Глазовка — деревня в Моршанском районе Тамбовской области России. Входит в состав Екатериновского сельсовета.

## География
Деревня находится в северной части области, в лесостепной зоне, в пределах Окско-Донской низменной равнины, на берегах реки Пячка, на расстоянии примерно 23 км (по прямой) к северо-западу от Моршанска, административного центра района. Абсолютная высота — 163 м над уровнем моря.

### Климат
Климат умеренно континентальный, относительно сухой, с холодной продолжительной зимой и тёплым летом. Средняя температура воздуха самого холодного месяца (января) — −11,3 °C (абсолютный минимум — −43 °C); самого тёплого месяца (июля) — 19,7 °C (абсолютный максимум — 39 °С). Период с положительной температурой выше 10 °C длится 145 дней. Среднегодовое количество атмосферных осадков составляет около 547 мм. Продолжительность залегания снежного покрова составляет в среднем 138 дней.

## История
В 2023 году в состав деревни была включена деревня Погореловка.

## Население
| 2010 |
| ---- |
| 30   |

### Половой состав
По данным Всероссийской переписи населения 2010 года в гендерной структуре населения мужчины составляли 36,7 %, женщины — соответственно 63,3 %.

### Национальный состав
Согласно результатам переписи 2002 года, в национальной структуре населения русские составляли 100 % из 50 чел.

## Известные уроженцы
- Долгов, Николай Васильевич (1926—2016) — советский спортсмен и тренер по лыжному двоеборью. Заслуженный тренер РСФСР.